# ゼロ (ロックマンシリーズ)
ゼロ（Zero）は、カプコンのコンピュータゲーム「ロックマンXシリーズ」などに登場する架空のキャラクターで、スピンオフシリーズ「ロックマンゼロシリーズ」の主人公。

## ゼロの設定
『ZERO』の名は、数字の"0"に由来し、『ゼロシリーズ』の各作品のキャッチコピーも由来に因んだ物にされている。
『ロックマンXシリーズ』『ロックマンゼロシリーズ』（以下『ゼロシリーズ』）の未来に相当する『ロックマンゼクスシリーズ』（以下『ゼクスシリーズ』）にも、姿や設定、名称を変えて登場している。なお、名前の由来は『ストライダー飛竜』の登場キャラクター・ソロであると、クリエイターの稲船敬二がイベントにて語っている。「赤い塗装のロックマンと似たロボット」という点では初代『ロックマンシリーズ』に登場したブルースと共通しており、『Xシリーズ』でゼロの声を演じる置鮎龍太郎はブルースの声を担当したこともある。また、パラレルワールドにおける存在として『ロックマンエグゼシリーズ』（以下『エグゼシリーズ』）にも登場している。

### 出生
ゼロの制作者は初代『ロックマンシリーズ』に登場した「アルバート・W・ワイリー」（以下Dr.ワイリー）である。Xシリーズでは彼が製作者であることを匂わせる描写しかないが、『ロックマン2・ザ・パワーファイターズ』（以下『パワーファイターズ』）のエンディングで開発途中のゼロが登場するほか、彼が作成した最後のワイリーナンバーズ（DWN）であることがカプコン出版の攻略本にて記載されている。稲船敬二も自身のブログでゼロがワイリーによって造られたことを明記している。『ゼロ3』に登場するステージ「エリアX-2」の背景によれば、型式番号は「Dr.w LAST No」もしくは「DR.W.NO∞」。
なお、エックス同様に、ワイリーが初代シリーズ本編のどの時期からゼロの開発を始めたかは不明であり、『パワーファイターズ』のほか、メディアによっては時期が異なる。また、『パワーファイターズ』において、ゼロの設計図を見たフォルテに「髪の長い女みたいなロボット」と嘲られ、何のために長い金髪を取り付けたのかは不明。
Dr.ライトをもってして「体の仕組みが解らない」と言わしめたこと、ゼロに敗北したゲイトの「いつの時代につくられたかわからないプログラム」という発言、ゼロシリーズの時代でも完全な解析がなされていない（エックスはDNAまでほぼ完全な解析が完了しているが、ゼロはコピーボディの製作ができる程度に留まっている）ことなどから、相当なオーバーテクノロジーであったことがうかがえる。ただし、あまりにも解析できない点などから、ライトはゼロを製作したのがワイリーであることに気付いていた節があり、孤独な戦いを強いられるエックスにとって肩を並べられる「友」であって欲しいという願いがあったためか、ゼロに時々自分に語りかけてくるワイリーの存在を「データのバグ」などという形で誤魔化していた模様。ただ構造の解析はできないが機能強化は可能だったらしく、ライトから能力の向上の提供を受けることができる。
エックスと同様に限りなく人間に近い思考能力を持つが、『Xシリーズ』の時代に目覚めたエックスを解析して生まれたのがレプリロイドである以上、ゼロも厳密にはレプリロイドではない。

### 『Xシリーズ』時代
『コマンドミッション』では身長175cm前後。一人称は「俺」。
ドクロマークが描かれたカプセルから目覚めた。発見された当初、ゼロは周囲を見境なく攻撃する残忍なイレギュラーであり、ゼロの処理のために出撃したイレギュラーハンターのガルマの部隊を全滅に追い遣っている。
そして、当時としては最高の能力を有し、イレギュラーハンター第17精鋭部隊の隊長を務めていたシグマがゼロの対処に当たった。戦いは当初シグマが優勢に思われたが、攻撃を受けても全くダメージを受けないどころか不気味な笑みを浮かべるゼロに対し、シグマは次第に焦りを見せ始める。インプット完了後、シグマの片腕を引き千切り形勢逆転した。その後シグマは恐怖に歪んだ表情を浮かべながらゼロの手で破壊寸前まで甚振るように攻撃される。一方、ゼロは奇声に近い笑いを上げながらシグマに行なっている破壊行為そのものを楽しんでいた。しかし突如、額（ゼットブレイン）に浮かび上がる「W」（ワイリー）のマークの反応によって苦しみ出したゼロは、その隙を突いたシグマの渾身の一撃によって額にダメージを負い、機能停止に陥る。この戦闘のとき、両者はゼロの体内に搭載されていたウイルスに感染した。
シグマに感染したウイルスは、やがてシグマの内部で独自の進化を遂げ、最終的にはより進化した形態と言えるシグマウイルスとなる。しかしその一方、ゼロは高いウイルス耐性を持っていたため悪影響やウイルスの増殖はなかったが、感染の影響なのか性格が逆転する。その後ゼロはイレギュラーハンター本部に回収され、Dr.ケインによって綿密な検査が行われることになる。意識を取り戻した肝心のゼロ本人は、暴れていた当時の記憶を失っており、それまでとは別人のように大人しくなっていた。
ゼロの高い潜在能力を見込んでいたシグマは、監視も兼ねて、彼を自らの指揮する第17精鋭部隊にイレギュラーハンターとして配属させることにした。配属先で数々の功績を上げたゼロは、特A級ハンタークラスにまで上り詰め、新米ハンターとして同じく第17精鋭部隊に入隊したエックスの良き先輩であり無二の友にもなる。エックスの甘過ぎる行動には度々呆れていたものの、内心では彼を認めており、自らと同等かそれ以上である高い潜在能力の存在にも逸早く気付いていた。
『X』まではエックス（もしくはロックマン）に近いボディの形状をしていたが、同作にて大破し、次回作である『X2』で復活した（復活後、第0特殊部隊隊長へと栄転した）際、武器の追加、アーマーの鋭角化など、アーマーによるモデルチェンジのない彼にとってほぼ唯一の大幅なデザイン変更がなされる。この追加装備は、ゼロを修復したサーゲスによるものである。ゼロには「ゼットブレイン（額の逆三角形のレンズ）」と「ゼットハート（胸の半球形のレンズ）」という機構が設けられているが、それらがどのような機能を有しているかは明かされていない。また普段は外郭で隠れていて見えないが、胸にワイリーマークが刻まれている。
かつての残忍で凶悪な破壊者としてのゼロと、エックスの親友としてのゼロの性格はまるきり別人であり、以後のシリーズでも二重人格的な扱いとなる。エックスの親友としてのゼロの性格はエックス以上に強烈に悪を憎み、悪（イレギュラー）には僅かの慈悲も無い。普段は極めて冷静沈着かつクールで、感情を殆ど介さずに任務を遂行するが、根は少々短気かつガサツでとても熱い性格。しかし、かつての記憶が戻り始め、旧友であるカーネルや自身に好意を寄せるアイリスを自身の手で葬らざるを得なかった『X4』以降、彼にとってのイレギュラーという存在の定義そのものや自身の危険性の認識と共に激しく揺らいでいくことになる。そのため『X4』の直後である『X5』では迷う描写が見られ、ルートによっては自分自身を葬ることになる。生き残ったルートにおいても、その後のシリーズでは自分の引き際を考えている節がある。自らがかつてイレギュラーであり、場合によってはその中心となる存在であるということについて本人は激しく嫌悪している様子であり、イレギュラーという存在に対する嫌悪はエックスやアクセルよりも強く、言葉の所々にそれが表れている。
また、後述する「ロックマンゼロ」のメシアを象徴とするオメガはイレギュラー時代のゼロに近い人格を有している。
自らの手で殺めたアイリスとは『プロジェクトクロスゾーン』にて思わぬ形で再会する。なお、恋愛には凄まじく疎い。ゼロに想いを寄せる女性型レプリロイドが多く存在するようだが、アイリスは自身の手で死亡し、それ以外は結局破談させてしまっている。

#### 覚醒ゼロ
『X5』において登場。シグマウイルスを大量に浴びたゼロが、自身にプログラミングされた「ロボット破壊プログラム」と共に本来の人格に覚醒したもので、ゼロの真の姿といえる。記憶は残っているもののそれまでのエックスの親友としてのゼロの面影は無く、この際にエックスはゼロに向けて「シグマ以上の悪を感じる」と断じている。エックスを倒すことを目的とし、零空間でエックスを待ち受ける。
『X5』においてゼロ覚醒ルートはバッドエンドルートであり、覚醒以後はゼロを使用できなくなる。ゼットバスターの性能が圧倒的に上昇し、撃ち出されるショットの形状や性質が変化する。またイベント画面においては赤紫のオーラを纏い空中に浮遊しているなど、大幅に性能が上昇し、隠された機能も覚醒している。戦闘開始から一定時間が経過すると「幻夢零」という画面を覆う巨大な衝撃波をセイバーから繰り出す。これに触れると即死であり、連続で放ってくる上に発動するとゼロが無敵状態となるため、繰り出されると撃破する手段がない。
ゼロの覚醒は『X5』においてのユーラシアコロニー撃墜ミッション失敗の結果であり、このミッションの成否は確率によるものである。そのため『X5』においては覚醒する（撃墜失敗の）確率を下げることはできても確実に防ぐ方法は存在しない。逆に、ステージ上のシグマウイルスに触れ続けることで発生する「ウイルス状態」をゼロで13回以上起こすと、100%確実にゼロ覚醒ルートへ進む。

### 『ゼロシリーズ』時代
『ゼロシリーズ』ではとある廃研究所に封印されており、ゼロの伝説を頼りにやってきたシエルによって目覚めさせられる。そしてシエルらレジスタンスとともにネオ・アルカディアと闘っていくことになる。
長い封印の影響で、目覚めたゼロは過去の記憶を失っており、『Xシリーズ』における「熱い」部分は影を潜め、初期設定のクールで感情を余り感じさせない性格で登場する。一方で人から物事を頼まれると嫌とは言えなくなっていたり、子供に好かれていたりと丸くなっている部分もある。またシリーズを重ねシエルたちと共に過ごす時間が長くなるにつれ徐々に熱い部分も見せていった。また、自分の信じた者（エックスやシエル）のために自分の力を貸すということを戦う理由としており、『Xシリーズ』後半に見られたような迷いはほとんど見せなくなる。特に『ゼロ』のエンディングおよび『ゼロ4』最終決戦時に放った「オレは悩まない」の台詞が迷いを持たないゼロの姿を率直に表している。なお、本シリーズではボディのデザインが一新されているが、これは『Xシリーズ』との世界観が違うためであり、開発者曰く本来の外見は変わっていないそうである。ただし、イレギュラー時代から封印に至るまでのバックグラウンドは『Xシリーズ』のそれと異なる。
『ゼロ3』の終盤で『ゼロシリーズ』におけるゼロの体はオリジナルゼロのコピーである（コピーボディにメモリーが移されていた）ことが明かされる。
『ゼロ4』におけるバイルとの最終決戦でラグナロク落下を食い止めた後、崩壊するラグナロクと運命を共にし消息不明となる。ラグナロク落下阻止作戦後、残っていたのはヘルメットのみだったが、シエルを含めゼロを想うものは彼の生存を信じて疑わなかった。そしてシエルはゼロの意思を受け継ぐことになる。
失われた記憶は断片的にしか蘇らず、結局すべての記憶は最後まで戻ることはなかった。それでもゼロは最後まで自分の信じる者のために戦い続けた。なお、『ゼロシリーズ』に登場する殆どの敵ボスおよびザコ敵はネオ・アルカディア各軍所属の正常なレプリロイドであるため、彼らを多数破壊しているゼロはイレギュラーであるといえる。ただしこの時代におけるイレギュラーはネオ・アルカディアにおける裁判で認定されるといったものであり、ネオ・アルカディアの反逆者という意味合いが強い。また『Xシリーズ』から続く妖精戦争時代の人間であり、ネオ・アルカディアを支配しているバイルはゼロに対して『人間である自分を切って自らイレギュラーとなってみせるか』と発言している。
公式サイトの年表で明かされた情報では、ゼロのボディに封印されていた、初代『ロックマンシリーズ』時代に流行した「未知のコンピュータウイルス」に感染したシグマとの戦闘（『Xシリーズ時代』参照）で装甲を破壊され自らも「未知のコンピュータウイルス」に感染し、結果性格が反転したとされている。また、ゼロは完成当初手が付けられないほど凶暴だったことから、製作者であるDr.ワイリー自身の手によって封印が施されたのだという。

### 『ゼクスシリーズ』での設定
意思を持つ金属片、ライブメタル・モデルZとして登場する。適合者をロックマン・モデルZへと変身させる（ただし、ライブメタルは英雄たちのデータを入れたもの）。

### 『エグゼシリーズ』での設定
『ロックマンエグゼ トランスミッション』で初登場。他のシリーズのゼロとは無関係であるが、電子機器やネットナビに感染し機能を著しく低下させ、そして進化を続けるウイルス、「ゼロウイルス」から偶発的に生まれた“心あるウイルス”として登場する。
担当声優は『トランスミッション』では宇垣秀成。TVアニメ『ロックマンエグゼBEAST+』では渋谷茂。
元々は犯罪組織「WWW（ワールドスリー）」の首領であるDr.ワイリーが設計・開発、その後諸事情により凍結したゼロウイルスを彼の助手である「教授」が呼び覚まし、ネットワーク社会を混乱させるためにばら撒いたことが切っ掛けとなり生まれた。人（ネットナビ）の形を成してはいるが、その実態は全く異なる。
最初はただ存在するだけでゼロウイルスを産み増やすという凶悪なマザーウイルスであった。だが電脳世界に散らばったゼロウイルスから伝達される情報を蓄積していくうちに、いつの頃からか彼の中には人間たちの言う“心”が生まれ、進化ともいえる変化を遂げた。心在るが故に自分の存在について悩み苦しみ、自身を「呪われたウイルス」「存在するだけで害悪を撒き散らす」とさえ皮肉る。『X』シリーズのゼロとは性格もまた異なり、心が芽生えて間もないせいか感情の起伏はあまり見られず、自身の耳目たるゼロウイルスが齎す様々な情報や知識を得てはいるもののそれが持つ意味や本質をあまり理解できていない。ウイルスでありながら凶暴性や残虐性は持ち合わせておらず、口調は厳格な戦士の風格を漂わせる。一人称は俺（オレ）。

『トランスミッション』にて事件を解決していく主人公、光熱斗＆ロックマンと物語の終盤に自身が生まれた場所でもある「ゼロアカウント」エリアにて初めて遭遇する。ゼロウイルスの能力により、会わずしてロックマンたちの素性を知っていたゼロは、彼らを「電脳世界の平和を守るために戦ってきた戦士」と評するも、まだ消え去るつもりは無いとしてロックマンを迎え討つ。しかしロックマンたちの持つ仕様以上の力、絆や友情の力に敗れ、感じたことのなかったその気持ちに理解を示し、潔く敗北を認める。また、「望んでウイルスに生まれたわけではない」「ただ自分が生まれ出た世界やそこで暮らす人々を知りたかった」とも語るが、ウイルスが消されるのは当然の結果であるとして自身のデリートを促す。だが直後に熱斗が事前に父、光祐一朗に渡し解析を依頼していたソースがワイリーの残したゼロの設計図だということが判明。ゼロの持つウイルスの生産力や感染力のみを封印させられることが実現し、新たにネットナビとして生まれ変われた。
以降は教授がワイリーから引き継いだ野望、終末戦争（インターネット社会の滅亡）を阻止するためロックマンたちに協力。既に存在しているゼロウイルスの能力を駆使して現実世界の教授の居場所を突き止め、教授は逮捕され事件を解決させる。事件解決後、広大な電脳世界を見て回りたいという想いを示し、オフィシャル（警察に当たる機関）の監視付きながらも、光祐一朗にそれを許可される。最後にはロックマンたちから「トモダチ」と言われ、奇妙に思いながらも親愛を交わし、再会を約束して“友”に別れを告げ、旅立っていった。
エグゼ版ゼロをデザインしたスタッフは、ゼロの雰囲気を残して如何にウイルスらしく、かつ外見や設定が似ている既存のキャラクター・ブルースと被らないようにするかにかなり苦労したという。デザイン面での主な特徴は、ウイルスであることを表現するため、顔が人間タイプではなくフルフェイスの仮面のようになっている。これは同シリーズに登場し、かつ関連性のある「ドリームウイルス」に酷似している。ゼロの象徴とも言えるゼットセイバーは腕部が変形する形になっており、金髪の髪は束ねられた形ではなく平たく広がっている形状。
『Xシリーズ』のゼロをモチーフとしていることから使用する技もそれに似たものが殆どであり、主にゼットセイバーを用いた三段斬り、電刃、空中回転斬りなどを使用し体力が減ると特定のバトルチップ（技）を使わなければ絶対に避けられない「幻夢零」（即死攻撃ではないが大ダメージを受ける）も放ってくる。また、体力低下の際には「まだいける！」と『Xシリーズ』でお馴染みの台詞を言う。

## 作品ごとの位置づけ
『Xシリーズ』初期はストーリーにこそ深くかかわるものの、デモシーンに登場するのみであったが、『X3』にて一部の場面でプレイヤーが操作可能となる。エックスとは対照的に接近戦を得意とするキャラクターを確立し、エックスと差別化を図っている。
『ゼクスシリーズ』では、主人公の行動をサポートするサブキャラクターとして登場する。またヒーローの変身アイテムのような役割も持つ。

## スペック
『X』で自爆して『X2』で復元された際、ボディのデザインや武装などに様々な変更が加えられている。
『X DiVE』では『X2』以降のデザインが通常の姿（Aランク仕様）として登場する他に、赤いオーラを纏った「S級ハンターゼロ」（Sランク仕様）と後述の『Xシリーズ』に記されている「黒ゼロ」と「覚醒ゼロ」、『コマンドミッション』の「アブソリュートゼロ」、『X DiVE』オリジナルでプレイヤーのレベル80に満たすと装着可能になるアーマー「アサルトアーマー」をゼロが装着した姿「ゼロ ダイヴアーマー」、季節限定の「夜祭のゼロ」「ゼロナイトデューク」、『モンスターハンター』のコラボによるオリジナルの姿「赫耀ノゼロ」、『デビルメイクライ』のコラボによるオリジナルの姿「ゼロ バージルトリガー」、イベント限定の「ゼロ（RRX）」まで存在する。また、通常の姿から「ゼロWコーデ」のスキン変更が可能となる。

### ゼロバスター（ZERO-Buster）
『X3』までのゼロの主武装。『X』のみ、理由は一切不明だがエックスのアームパーツとデザインが同一であり、実際にエックスが受け継いだ後はアームパーツと同じ機能を発揮する（『イレギュラーハンターX』ではまた違う性能に変更されている）。『X』にてゼロ自身がバスターを撃ったのは数度のみだが、小さなチャージショットでVAVAの操縦するライドアーマーの腕を吹き飛ばしている。
『X2』および『X3』ではデザインが一新され、エネルギーを充填させて撃つ「ハイパーZEROブラスター」は、デフォルトで2連発（ダブルチャージショット）が可能などエックスバスター以上の性能を持つ（この時点でのエックスはパーツによる強化を経てのダブルチャージなのに対し、ゼロは加えてセイバーによる実質トリプルチャージが可能だった）。また、『X2』では本来チャージしなければ放てないチャージショットをチャージ無しで連発するという驚異的な性能を見せ付けた。
その後『X4』にてゼットセイバーが主武装となることで、以降使用されなくなる。

### ゼットセイバー（Z-Saber）
『X2』以降に登場した武装。柄からエネルギーを刃状に発生させて敵を斬る剣状の武器で、製作にはエックスバスターと同じ技術が使われているとされる。『X2』から『X5』までは刃が不定形の流動型だが、『X5』のエンディングにてそれまでのものをエックスに譲り、『X6』以降は新しく刃が固定形状のものを使用する。『ゼロシリーズ』では『ゼロ』の序盤で『X6』以前のゼットセイバーをエックスに返還されるが、刃が薄い三角形状に変化している。『ゼロ3』に登場するオメガもゼットセイバーに酷似した剣を所有しているが、これについての言及は特になされていない。
『X2』および『X3』では「ビームサーベル」と呼ばれ、外見こそ同じだが、エネルギーチャージをすることで非常に威力の高い一撃を繰り出す武器であった。「ゼットセイバー」へ名称や仕様が変更された経緯は公式に明らかにされておらず、それぞれを別の武器とする解釈も存在する。
『X4』以降はゼロバスターに代わり主武装となる。基本は連続で3回まで斬りつけることが可能（モーションは作品によって異なる）。また、必殺技やEXスキルのシステムと連動しており、ゼロが覚えた技を使う際に、技に合わせて刀身の形状や性質を変化させる。
『ゼロシリーズ』にトリプルロッド、チェーンロッド、リコイルロッド、シールドブーメランという武器が登場するが、これらはゼットセイバーの刀身および柄が変形したものという設定がある。
『X DiVE』では通常の姿のゼロが使用する他に、「黒ゼロ」、「覚醒ゼロ」、「ゼロ ナイトメア」、「ゼロ（RRX）」、「ゼロ ダイヴアーマー」がアクティブスキルを攻撃する際に使用する。また、青のライン状の刀身でデザインが同じ武器アイテムの名称「ノーマルセイバー」として登場する。

### ゼットバスター（Z-Buster）
『X5』および『X6』での副武装。デザインは後期のゼロバスターと同一だが、あくまでも副武装であり、射程が短く命中距離によって威力が変動する独特なシステムの単発ショットを発射する。
『X5』では、最初のキャラクターセレクトでエックスを選択するとオープニングステージのイベントで破損し使用できなくなる。
『X6』では性能とモーションが若干改善され、威力が上昇し発射前後の硬直時間が短縮された。どちらの作品でも『ゼロバスター』とは違い、地上に「何もせず立っている」時しか使用できない。

### その他の武器
『X7』、『X8』、『ゼロシリーズ』では、ゼットセイバー以外にも様々な武器を操ることができる（各追加武器の詳細な仕様は、各作品の該当する解説文を参照）。
- ロックマンX7
  - Dグレイブ
  - Vハンガー
- ロックマンX8
  - Dグレイブ
  - Σブレード
  - Bファン
  - Tブレイカー
  - Kナックル
- ロックマンゼロシリーズ
  - バスターショット
  - トリプルロッド（Z1）
  - チェーンロッド（Z2）
  - リコイルロッド（Z3）
  - シールドブーメラン
  - ゼロナックル（Z4）

さらに『ロックマンX コマンドミッション』では、様々な刀剣を装備して戦うことができる。

#### ロックマンゼロシリーズ
ロックマンゼロシリーズにおいて「伝説」の存在になっているゼロは、「十の光る武具」を自在に操るという設定になっている。
なお、この十の光る武具は同一時間軸であるエックスシリーズも含めてなのか、それともゼロシリーズ単独でカウントするのかははっきりしていない。エックスシリーズでは武器のビーム部分がそれぞれ様々な色をしていたのに対し、ゼロシリーズではすべてエメラルドグリーン。
また「ゼットセイバー」だけはエックスシリーズと同一のようである。また、3種のロッドとシールドブーメランはゼットセイバーを変形させたものとなっている（ただし実際にセイバーと同一なのかそれともセイバーのデータを下に新しく作られた武器なのかは不明）。
- ゼットセイバー

上記のようにエックスシリーズと同一のものと思われるが、ゼロ本体と同様にデザインは変更されている。エックスシリーズでの棒状に光の刃を発していた形状から、縦に引き伸ばした三角形状の刃を発する形状になっている。また、エックスシリーズのときと異なりチャージが可能になっている。
- バスターショット

バスターの名を冠しているが、もとはレジスタンスのひとりであったミランの遺品である。そのため腕が変形する従来のバスターではなく、引き金を引く銃の形態をしている。これは製作者いわくこちらのほうがレジスタンスっぽいからだそうである。威力はゼットセイバーをカートリッジに使用することで格段に上昇しており、チャージも可能。
- トリプルロッド

槍をかたどった武器。ゼットセイバーの柄が延び先端からセイバーのときよりは小さいビームの刃を出した形状。何度か使用するうちにチャージやリーチの延長が可能となる。チャージすると槍を頭上で回転させるアクションとなる。また下向きに攻撃することで敵を踏み台にして跳ね続けるというホッピングも可能。
- チェーンロッド

ゼロ2において初登場した。ゼットセイバーの柄から先端に鉤のついたチェーンを伸ばした形の武器であり、ステージのあちこちに引っ掛けて移動したりどちらかといえば戦闘よりも謎解きに使われがちである。チャージ攻撃はトリプルロッドに酷似。
- リコイルロッド

ゼロ3にて初登場。ゼットセイバーの柄を二つに折り、両端から柄に垂直にビームを伸ばしたトンファーの形をした武器で、両腕に一本ずつ装備する。チャージ攻撃では相手を勢い良く吹っ飛ばすことが可能。
- シールドブーメラン

一部の敵の攻撃を跳ね返す機能を持つ。ゼットセイバーの柄を腕に装着してその両端に小さくビームを発し、これを回転させることで円形の盾としている。これのみ所謂「通常攻撃」と呼ばれるものは存在せず(強いて言えば跳ね返した攻撃による)、チャージではシールドを前方に投擲する。モードにかかわらずチャージが行えるため、初期作品におけるハードモードの鍵を握る武器でもある。
- ゼロナックル

ゼロ4で初登場。特定の敵の武器を奪って腕に取り付けることが可能である。能力を奪える敵はザコ敵が多く、種類もかなり豊富であり、そのなかには非常に役に立つ機能も含まれる。また、天井のバーなどにつかまることも可能になる。

### 必殺技 / EXスキル
ゼロは内部に組み込まれた機能「スキルラーニングシステム」によりボスを倒すと必殺技を会得する。英語主体のエックスの特殊武器名とは異なり、技名は基本的に三文字の漢字から構成される。一部はエックスと共通の特殊武器を使用する。
後の作品では基本行動となるエアダッシュと二段ジャンプは『X4』の時点ではそれぞれ「飛燕脚」「空円舞」という技であったが、『X5』以降「飛燕脚」は標準機能化すると同時にエックス同様エアダッシュと呼ばれるようになり、「空円舞」は『X5』で「三日月斬」に吸収され、『X6』では二段ジャンプそのものが標準機能となった。
『X DiVE』では以下のキャラクターの2種類のアクティブスキルを持つ。ブラックゼロとアブソリュートゼロのアクティブスキル（必殺技）は後述を参考。
ゼロ
「龍炎刃」、「落鳳破」
覚醒ゼロ
「真月輪」、「幻夢零」
ゼロ（RRX）
「落鳳破・Q」は、『X4』の「落鳳破」と同様でエネルギー弾を地形に当たるとバウンドする。
「突進舞斬」は、目標の敵に行動不能の斬撃波を放つのと同時にその敵に向けて突進、さらに斬撃波を飛ばす三連斬を繰り出す。

### コマンドアーツ
『コマンドミッション』では、アクショントリガーの技として「コマンドアーツ」を使用する。
格闘ゲームのようなコマンドを制限時間内に入力すると、入力成功数（成功したかどうかは逐次表示される）だけ必殺技を展開する。コマンド内容は、従来の必殺技と異なり、格闘ゲームを意識した入力内容も見受けられる。便利な技ほど入力に必要なコマンドが複雑だがいずれも強力。基本的に剣を使用するため地上の敵にしか効果がないが、一部の技は空中に判定を持つ。

### フォームチェンジ
『ゼロ2』では、戦いの中でゼロがプレイヤーのプレイスタイルによってそれに特化した能力「フォーム」を会得できる。能力的な違いはもちろんのこと、ボディの色まで変化する。例として、バスターばかりを使うと「エックスフォーム」を会得でき、バスターの攻撃力が上昇し体の色が青色に変化する。装備形式なので臨機応変にフォームを変更することが可能。最初から装備しているノーマルフォームを含め、全10種類が存在する。なお、一部のフォームはセイバーの振り方も変化する。

### チップ
『ゼロ3』および『ゼロ4』にある機能。ヘッド、ボディ、フットの三種類のチップがあり、装備するとゼロを強化することができる。こちらも前述のフォームチェンジと同じく装備形式なので、臨機応変に使い分けることが可能。
ヘッドチップはチャージ時間の短縮やオートチャージ、オートリカバーなどの補助的な役割を持つ。
ボディチップは『ゼロ』および『ゼロ2』における属性チップや特定のダメージを軽減するなど攻略に役立つ能力を持つ。
フットチップは二段ジャンプが可能になったり、特殊なステージでも普通に歩けるようになったりと運動性能を向上させる能力を持つ。

### 隠し要素
ブラックゼロ / 黒ゼロ
『Xシリーズ』において登場。体の配色が赤色から黒色に変化する。
『VS.シリーズ』などのゲーム作品にも登場し、公式イラストやフィギュアなども存在するが、いずれもパーツの色に差異がある。
『X2』でゼロのパーツを全て集めた際に登場する黒いコピーゼロは、厳密には異なる存在だがブラックゼロに含む見方もある。『X2』のカードダスでは『X4』以降のブラックゼロと色がほぼ同じ。『ロックマンXover』では2人のブラックゼロが登場し一部の色が異なる。
『X4』では単なる色違いとして登場し、性能はノーマルと全く変わらなかった。
『X5』および『X6』ではゼロのパワーアップ版として位置付けられ、本来ならば強化を経なければ得られない能力を最初から有している。また、ダッシュ時の残像も専用の物が用意されるようになった。
『X8』では「アンノウンゼロ」という名称が付けられた。
『X DiVE』では「ブラックゼロ」という名称で登場。アクティブスキルは『X5』の「滅閃光」と『X8』の「雷光閃」を使用する。キャラ画面に映し出されるZセイバーの色は紫になっている。
設定に関しては『X5』の作中においてDr.ライトに「眠っているパワーを解放できそうだ」と言われたことから、潜在能力の一つである可能性もある。
アルティメットモード
『ゼロシリーズ』における隠しモードの一つ。すべてのフォームやエルフによる強化を最初から施された状態で使うことが可能。また、チャージ攻撃を格闘ゲームのようにコマンド入力で出すことができる。アルティメットモードを出すのは『ゼロシリーズ』いずれの作品においても非常に難しいため、初心者救済ではなくご褒美としてのおまけモードの意味合いが強い。なお『ゼロ2』以降では色が若干変化し、赤がワインレッドになる。
ハードモード
『ゼロシリーズ』における隠しモードの一つ。『ゼロ2』以降では体の色が黒く変化し、初期作品における一切のスキルアップやほとんどのチャージ攻撃、後期作品におけるサイバーエルフの使用が不可能になる反面、武器の攻撃力の微増や防御力半減などといった性能変化もされている。ボスへの弱点攻撃も非常に少なくなり（性質上かなり使用が制限されるシールドブーメランやリコイルロッドに限られる）、難易度が大幅に高くなる。
アーマーの色は『ゼロ2』〜『ゼロ3』は黒い緑色、『ゼロ4』では黒色そのものになっているという微妙な色合い変更がなされている。
アブソリュートゼロ
『コマンドミッション』に登場する隠しハイパーモード。直訳すると「絶対零度」であり、名前の通り氷属性を持つ。
使用すると大幅に攻撃力、スピードが上昇し、ゼロの姿も黒と紫を基本とした、翼のある悪魔のようなデザインに変化する。初代ロックマンシリーズの「スーパーフォルテ」と酷似している。
遠距離重火器系のエックスとは異なり、武器はすべて近接格闘(要は拳と脚)となり、敵キャラクターに接近して直接殴ったり蹴ったりするアクションとなる。コマンドアーツもカラミティアーツとなり、入力形式が変化する。方向キーとボタン、もしくはボタン同士の組み合わせとなり、こちらのほうが比較的出しやすいようである。しかし、ライフが25%以下になると暴走するデメリットを持つ。
攻撃力は全キャラクターのハイパーモードのなかでもかなり高い。
『X DiVE』では2021年2月2日から登場。『コマンドミッション』と同様のアクティブスキル「クリムゾンエンド」と「カラミティアーツ」を使用する。

## ゼロを基に生まれた存在

### ゼロウイルス
『X5』にて登場。ゼロウイルスの命名者はエイリア。その名の通りゼロの姿をしたウイルスで、零空間内に多数存在する。ダッシュのような素早い横移動で迫って来る上、侵食率もシグマウイルス以上となっている。容姿は『X』のゼロに酷似している。
作中では謎のウイルスにまみれたスペースコロニー「ユーラシア」の破片とシグマウイルスが合体して生まれたものではないかと推測されている。

### ゼロナイトメア
『X6』にて登場。前作に登場した「ゼロウイルス」のように全身紫色でゼロに瓜二つの外見をしている。ゲーム序盤では「ゼロの亡霊」と呼ばれ、一連のナイトメア事件の原因であるとも言われた。人格は残忍にして凶悪である。前作の覚醒ゼロと似た技を行使するが、セイバーを振り下ろす際に一瞬の溜めが入るなど、全体的に弱体化しており即死技も使用しない（アルゴリズムは前作の覚醒ゼロよりも強化されている）。
アナザーエリアに出現し、彼を倒すと本物のゼロがプレイヤーキャラクターとして復活する。弱点はゼロのゼットセイバー（『X6』ではエックスもゼットセイバーを使用できる）。
対決するステージによってモデルとなった人格が大きく異なり、エックスの親友（もしくはイレギュラーハンターの同僚）としてのゼロの人格や、エックスを完全に敵とみなす人格、Dr.ワイリーと思われる人物の人格などを持っているが、その種類にかかわらず、前述の通り人格は残忍にして凶悪である。
彼を倒さなくても序盤以降ストーリーから外れるキャラクターであるため、ゲームに登場しなくなるのみである（最後まで倒さないで居るとゼロはプレイヤーキャラクターに復帰しないが、復活だけはしている設定となっている）。

### ハイマックス
『X6』にて登場。ゼロのDNAデータを基に、「オールドロボット」であるエックスを超えるレプリロイドとして製作されたレプリロイドである。無愛想な性格で、確実に自らに与えられた任務をこなすことを身上とし、必要なこと以外は喋らない。数値上の性能、特に防御力においてはエックスを遙かに上回り、驚異的な戦闘力を持つ。当初こそエックスさえも圧倒していたが、エックスやゼロの持つ特殊武器、必殺技を会得する機能の前に敗れ去る。なお、ゼロで対峙するとなぜか思考回路が狂ったような喋り方に変わる。

### ニヒツ
カードダス上で展開した『Xシリーズ』の外伝『ギガミッション』に登場。アイゾックが開発したシャクティーラCCがゼットセイバーに融合していたエクストリームに取り込まれ、ゼットセイバーに記録されているゼロの情報から再構成したレプリロイド。
再構成された影響でシャクティーラの自我は完全に消滅し、イレギュラー時代のゼロと同じく破壊を楽しむような性格に変貌している。エックスと対決した際、エックスに付着したエクストリームの影響でエックスがパワーアップしたことで優位性を失った焦りからプラナーラDDを吸収して「カオスブラフマン・オロチ」となるが、激闘の末エクストリームの力を失い、取り込んでいたプラナーラが消滅して元に戻りかけた隙をエックスがニヒツから取り戻したゼットセイバーによって切り裂かれ敗れ去る。

### オメガ
『ゼロ3』において登場したゼロのオリジナルボディ（100年という封印期間を経た主人公ゼロのボディは、オリジナルゼロの「コピーボディ」である）を使い、Dr.バイルが作り上げたレプリロイド。妖精戦争時から『ゼロ3』の終盤まで巨大な鎧のようなものを纏っているが、これはオメガの高過ぎる出力を抑えるための拘束具である。本体のデザインに関してはゼロシリーズのゼロと同一だが、体の配色や瞳の色、バスターの構え方などが『ゼロ』シリーズのゼロと異なる。
オメガの人格は残酷で、Xシリーズにおけるイレギュラー時代のそれに近い凶暴性を秘めている。しかし戦闘突入時の台詞やダークエルフ（マザーエルフ）の呪いが解けかけた際の変化に動揺したことから、当時のゼロと異なり自身の思考は存在するようである。本能の赴くままに破壊の限りを尽くすその姿は、ある意味Dr.ワイリーが望んでいたゼロの真の姿であるともいえる（ただしDr.ワイリーが真に望んでいたのは、あくまでもDr.ライトのロボット＝エックスを倒す〈破壊する〉ことである）。
ゼロがどのような経過を経ていつオメガとコピーボディに分離したのかは不明であるが、ロックマンゼロの時系列から100年前にもエックスとゼロが共闘してオメガを封印しバイルの野望を阻止したという経緯があるらしく、ゼロが100年の眠りに就いた時には既に『ゼロシリーズ』のゼロはコピーボディだったようである。事情を知っていると思われるエックスの発言によれば「ボディはオメガがオリジナルだが、魂はコピーのほうが本物」であるという。Dr.バイル曰く「力を限界まで引き出せるよう改造してやっただけ」とのことだが、その改造がどの程度のものなのかは不明。
『ゼロ3』サウンドトラックのブックレットに書かれた一節では、ゼロ本来のプログラムである「ロボット破壊プログラム」作動の最大の障壁にしてストッパーであるイレギュラーハンター時代の人格とメモリーを抜き取ってコピーに移し、命令を理解させるために必要な最低限の人格プログラムを入れただけともいわれている。なお、バイルがゼロのボディを使用したのは、オリジナルゼロのボディに搭載されたΣウイルスへの抗体がダークエルフの制御に必要だったためである（ダークエルフの元となるマザーエルフはΣウイルスのコピーがベースであるため、ゼロはΣウイルスが効かないのと同様にダークエルフに意思を乗っ取られてしまうことがない。通常レプリロイドである『ゼロ2』のエルピスがダークエルフを使った際は、最終的に自我を失って暴走した）。
所有する武器は赤色のゼットセイバーとバスターショット。なぜ腕を変形させるタイプのゼットバスターではなく携帯銃なのか、またその携帯銃をいつどこで入手したのかは不明。バスターショットの構え方はゼロと異なり、横向きで発射する。セイバーおよびバスターの性能はゼロのそれを上回る。また、龍炎刃・滅閃光・裂光覇といった『X』シリーズで使用していた技をいくつか使用する。台詞自体はゼロと同系、戦闘突入時に「我はメシア（救世主）なり！」という台詞を放つ。
自らを救世主と称するのは、イレギュラー戦争から続いた戦乱を終結に導いたことに由来する。なお、「オメガ（Ω）」とはギリシャ文字の一つであり、転じて｢最後」という意味を持ち、この名はドクター・バイルが妖精戦争の終結を祈り「終わり」の意を込めて名付けたものである。
また、『ゼロシリーズ』の未来である『ゼクス』においても上記の台詞とともに登場する。『ゼロ3』と比べて隙が激減し攻撃頻度が格段に上昇、また『ゼロ3』では残り体力が少なくなると稀に使用する技を戦闘開始直後から多用したり、一部の技で自己回復を行ったりする。本編には絡まず、戦闘前後のイベントも存在しない。戦闘中は背景にゼロとオメガが最後の戦いを繰り広げた地がちらつく。また、オメガを参考にしたライブメタル・モデルO（オー）が存在しているが、モデルXたち（制作者はガーディアンの初代司令官）やモデルA（制作者はマスター・アルバート）とは異なり、誰が制作したかは不明。

### ロックマン・モデルZ
『ゼクス』にて、ライブメタル・モデルZによって変身した者。変身した者はゼロと似た姿となり、ゼロとほぼ同じ能力を発揮できる。特定の誰かがゼロの姿と能力を受け継いだものであり、あくまでもゼロとは別個の存在。
『ゼクス』作中では、ジルウェがこの形態に変身する。

### ロックマン・モデルZX
『ゼクス』にて、ヴァン（エール）がライブメタル・モデルXとライブメタル・モデルZをダブルロックオンすることで変身する姿。姿形こそ大きく異なるものの、性能はゼロシリーズのゼロによく似ている。
ZXは「ゼクス」と読み、タイトルの由来にもなっている。
続編の『ゼクスアドベント』にも登場しており、ヴァン（エール）の所有する唯一のモデルとなっている。

### ロックマン・モデルOX
『ゼクス』にて、ヴァン（エール）がライブメタル・モデルXとライブメタル・モデルOをダブルロックオンすることで変身する姿。
変身後はオリジナルゼロことオメガと同じ姿になる。通常時はモデルZXの上位互換のようなもので（ただしチャージバスターを撃つと足が止まるなど、むしろ劣化している点もある）、O.I.S.を発動することで龍炎刃、真空刃、アークブレード、滅閃光、裂光覇といったオメガの技やアースクラッシュのようなファンサービス的な技が使用可能になり、またバスターショットのチャージが一段階省略される。龍炎刃、真空刃、アークブレードにはそれぞれ炎、雷、氷属性が付与される他、龍炎刃と真空刃はエフェクトが追加され、アークブレードは小さな刃が全方位に高速に発射されるようになる。滅閃光と裂光覇は全画面に行き渡る攻撃範囲を持っているが、威力はそれほど高くなく、またバスターショットのチャージが必要になる点も含め、やはりファンサービス的な意味合いが強い。またモデルOXの裂光覇には回復機能はない。なお、モデルOXはO.I.S.時のライブメタルゲージ消費がない。続編の『ゼクスアドベント』には登場しない。なお、バスターの構え方がオメガではなくゼロの構え方になっている（オメガは横向きに持って撃つ）。

## 登場作品
- ロックマンXシリーズ

全作品（ロックマンXシリーズ#シリーズ一覧を参照）
- ロックマンゼロシリーズ

全作品（ロックマンゼロシリーズ#シリーズ一覧を参照）
- ロックマンゼクスシリーズ
  - ロックマンゼクス
  - ロックマンゼクスアドベント
- 外部出演
  - SNK VS. CAPCOM SVC CHAOS - 「ロックマンゼロ」名義での登場[6]。
  - SNK VS. CAPCOM 激突カードファイターズ
  - 鬼武者 無頼伝
  - TATSUNOKO VS. CAPCOM ULTIMATE ALL-STARS
  - MARVEL VS. CAPCOM 3 Fate of Two Worlds
  - PROJECT X ZONE
  - 大乱闘スマッシュブラザーズ for Nintendo 3DS / Wii U - Mii専用としてゼロの帽子と服が登場。『for Wii U』にはフィギュアとしても登場。
  - PROJECT X ZONE 2:BRAVE NEW WORLD
  - マーベル VS. カプコン:インフィニット
  - 大乱闘スマッシュブラザーズ SPECIAL - アシストフィギュアとして登場。

## 担当声優
- 置鮎龍太郎 - ロックマンXシリーズ、『鬼武者 無頼伝』
- 風間勇刀 - ロックマンゼロシリーズ（ゼロ）、ロックマンゼクスシリーズ（ライブメタル・モデルZ）
- 諏訪部順一 - ロックマンゼロシリーズ（オメガ）、ロックマンゼクス（オメガ）
- ウェイン・ドスター - 『ロックマンX4』（海外版）（英語音声）
- ジャック・マルジ - 『ロックマンX7』（海外版）（英語音声）
- ルーカス・ギルバートソン - 『ロックマンX コマンドミッション』（海外版）、『ロックマンX8』、『イレギュラーハンターX』（海外版）（英語音声）
- リノ・ロマノ - 『鬼武者 無頼伝』（海外版）（英語音声）
- ジョニー・ヨング・ボッシュ - 『MARVEL VS. CAPCOM 3 Fate of Two Worlds』（英語音声）、『マーベル VS. カプコン:インフィニット』
- ジェイミー・ウエスト - 『ロックマンゼクス アドベント』（海外版）（英語音声）

## 関連キャラクター
- エックス
- アルバート・W・ワイリー
- シグマ（英語版）